# Jimmy López Bellido
Jimmy López Bellido (født 21. oktober 1978 i Lima, Peru) er en peruviansk klassisk komponist, dirigent og pianist.
Bellido studerede komposition på Musikkonservatoriet i Lima hos Enrique Iturriaga (1998-2000), og tog herefter til Finland, hvor han studerede videre på Sibelius Akademiet i Helsinki (2000-2007), hvor han fik sin kandidatgrad, og fuldendte herefter sin ph.d i musik på Berkeley Universitet i Californien (2012). Han har skrevet to symfonier, orkesterværker, koncertmusik, kammermusik, balletmusik, vokalmusik, bigbandmusik, solostykker for mange instrumenter etc. Bellido har givet masterclasses i samarbejde med andre komponister såsom feks. Michael Nyman og Brian Ferneyhough. Hans musik har været spillet i det meste af verden, og han hører til nutidens vigtige komponister af sin generation i Peru. Han har fået adskillige priser såsom Morton Gould Young Composers Arward 2008 og Kranichsteiner Musikpreis 2008.

## Udvalgte værker
- Symfoni nr. 1 "Smertefulde øjeblikke for Persiles og Sigismunda" (2016) - for orkester
- Symfoni nr. 2 "Astra meddelelse" (2019) - for orkester
- "Symfonisk lærred" (2019) - for orkester
- Kotokoncert (2004) - for Koto og orkester
- "Stilhedens tryllekunstnere" (2005) - ballet
- "Symfonisk digtning" "Det vilde Amerika" (2005-2006) - for orkester